# Luchterhand Fachverlag

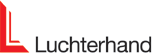
Ehemaliges Logo

Der Luchterhand Fachverlag ist ein Verlag für Fachinformationen aus den Bereichen Recht, Wirtschaft und Steuern.

## Geschichte
Hermann Luchterhand gründete 1924 in Berlin den „Verlag für Recht und Steuern“, welcher sich zügig zu einem führenden Fachverlag in Deutschland entwickelte. Infolge des Zweiten Weltkrieges musste der Sitz des Verlages nach Neuwied am Rhein verlegt werden. Im Jahre 1954 beschloss der Luchterhand-Verlag, auch literarische Veröffentlichungen herauszugeben. Zu den Autoren, die bei Luchterhand veröffentlichten, zählt u. a. auch Günter Grass und Georg Lukács.
Die Trennung des literarischen und sozialwissenschaftlichen Bereiches wurde 1972 beschlossen und vollzog sich in Form zweier eigenständiger Verlage. Für die Soziologie wurde besonders die damals aufgenommene Reihe Soziologische Texte bedeutsam, die Frank Benseler, Friedrich Fürstenberg und Heinz Maus herausgaben.
Der literarische Zweig ist heute als Luchterhand Literaturverlag bekannt.
Der Luchterhand Fachverlag ist mittlerweile als Gesellschaft aufgelöst und wurde eine Marke von Wolters Kluwer Deutschland in Hürth. Mit seinen Publikationen richtet er sich hauptsächlich an Praktiker aus den Bereichen Recht, Wirtschaft und Steuern. Das Programm sozialpädagogischer Titel wurde 2004 von Wolters Kluwer an den Ernst Reinhardt Verlag verkauft.